# Carlitos (labdarúgó, 1990)
Carlos Daniel López Huesca (Alicante, 1990. június 12. –) spanyol labdarúgó, a lengyel Legia Warszawa középpályása.

## Pályafutása
Carlitos a spanyolországi Alicante városában született. Az ifjúsági pályafutását az Alicante, a Hércules, a Torrellano és a Murcia csapatában kezdte, majd 2008-ban az Elche akadémiájánál folytatta.
2009-ben mutatkozott be a Torrellano Illice felnőtt keretében. 2011 és 2017 között több klubnál is szerepelt, játszott például az Ontinyent, a Fuenlabrada, a Novelda, az Eldense és a Villarreal B, illetve az orosz Petrotreszt és a ciprusi Árisz Lemeszú csapataiban is. 2017-ben a lengyel első osztályban szereplő Wisła Kraków szerződtette. A 2017–18-as szezonban 36 mérkőzésen elért 24 góljával megszerezte az Ekstraklasa gólkirályi címét. 2018-ban a Legia Warszawához igazolt. Először a 2018. július 21-ei, Zagłębie Lubin ellen 3–1-re elvesztett mérkőzés félidejében, William Rémy cseréjeként lépett pályára. Első ligagólját 2018. augusztus 19-én, a Zagłębie Sosnowiec ellen 2–1-re megnyert találkozón szerezte meg. 2019-ben az el-Vahda, majd 2020-ban a görög Panathinaikósz csapatához csatlakozott. 2020. szeptember 13-án, az Asztérasz Trípolisz ellen 1–0-ra elvesztett bajnokin debütált. 2022. augusztus 16-án kétéves szerződést kötött a Legia Warszawa együttesével.

## Statisztikák
2023. április 28. szerint
| Klub           | Szezon   | Osztály             | Bajnokság | Bajnokság | Kupa és Ligakupa | Kupa és Ligakupa | Nemzetközi | Nemzetközi | Összesen | Összesen |
| Klub           | Szezon   | Osztály             | Meccs     | Gól       | Meccs            | Gól              | Meccs      | Gól        | Meccs    | Gól      |
| -------------- | -------- | ------------------- | --------- | --------- | ---------------- | ---------------- | ---------- | ---------- | -------- | -------- |
| Wisła Kraków   | 2017–18  | Ekstraklasa         | 36        | 24        | 0                | 0                | —          | —          | 36       | 24       |
| Legia Warszawa | 2018–19  | Ekstraklasa         | 36        | 16        | 4                | 1                | 5          | 2          | 45       | 19       |
| Legia Warszawa | 2019–20  | Ekstraklasa         | 2         | 0         | 0                | 0                | 6          | 2          | 8        | 2        |
| Legia Warszawa | Összesen | Összesen            | 38        | 16        | 4                | 1                | 11         | 4          | 53       | 21       |
| el-Vahda       | 2019–20  | UAE League          | 9         | 5         | 4                | 2                | —          | —          | 13       | 7        |
| Panathinaikósz | 2020–21  | Super League Greece | 32        | 6         | 2                | 0                | —          | —          | 34       | 6        |
| Panathinaikósz | 2021–22  | Super League Greece | 30        | 10        | 5                | 2                | —          | —          | 35       | 12       |
| Panathinaikósz | 2022–23  | Super League Greece | 0         | 0         | 0                | 0                | 1          | 0          | 1        | 0        |
| Panathinaikósz | Összesen | Összesen            | 62        | 16        | 7                | 2                | 1          | 0          | 70       | 18       |
| Legia Warszawa | 2022–23  | Ekstraklasa         | 19        | 1         | 4                | 3                | —          | —          | 23       | 4        |
| Összesen       | Összesen | Összesen            | 164       | 62        | 19               | 8                | 12         | 4          | 195      | 74       |

## Sikerei, díjai
Legia Warszawa
- Ekstraklasa
  - Ezüstérmes (1): 2018–19

- Lengyel Kupa
  - Győztes (1): 2022–23

- Lengyel Szuperkupa
  - Döntős (1): 2018–19

Panathinaikósz
- Görög Kupa
  - Győztes (1): 2021–22

Egyéni
- A lengyel első osztály gólkirálya: 2017–18 (24 góllal)